# Avram Hershko
Avram Hershko (Hebreeuws: אברהם הרשקו), geboren als Herskó Ferenc, (Karcag, 31 december 1937) is een Israëlische biochemicus.

## Biografie
Hershko werd geboren in Hongarije als zoon van de onderwijzer Mózes Herskó en de lerares Engels Shoshana Margit Hersko. Tijdens de Tweede Wereldoorlog werd hij in 1944 gedeporteerd naar het Oostenrijkse concentratiekamp Strasshof. Hij overleefde de oorlog en voegde zich bij zijn familie in Boedapest. Met hen verhuisde hij in 1950 naar Israël. Daar groeide hij op in Jeruzalem. Hij studeerde aan de Hebreeuwse Universiteit van Jeruzalem geneeskunde en promoveerde daarin. Tegenwoordig is hij hoogleraar aan de Technion in Haifa.
In 2001 won hij de Israëlische Wolfprijs voor geneeskunde. Met Aaron Ciechanover en Irwin Rose won hij in 2004 ook de Nobelprijs voor de Scheikunde, voor hun ontdekking van de rol van ubiquitine bij de eiwitdegradatie. Ubiquitine, een polypeptide bestaande uit 76 aminozuren, zorgt ervoor dat eiwitten die niet meer nodig zijn in lichaamscellen worden gemarkeerd. Deze met het ubiquitine gemarkeerde eiwitten gaan naar de proteasoom, die de eiwitten vervolgens afbreekt in kleine molecuulfragmenten. Hesko voerde zijn onderzoek uit aan het Fox Chase kankercentrum, ongeveer vijfendertig jaar voordat hij met de Nobelprijs werd geëerd.